# InterContinental Carlton Cannes

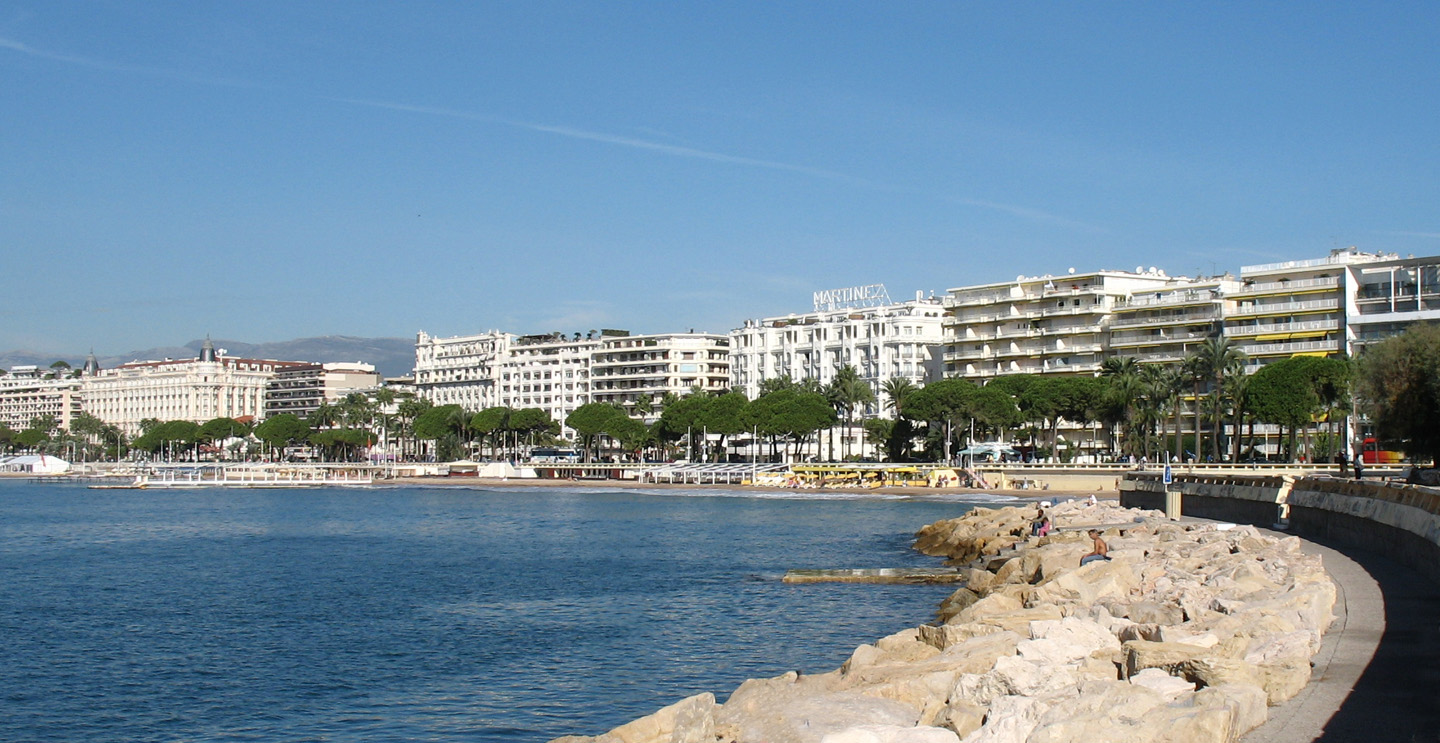
La Croisette y el Carlton al fondo.

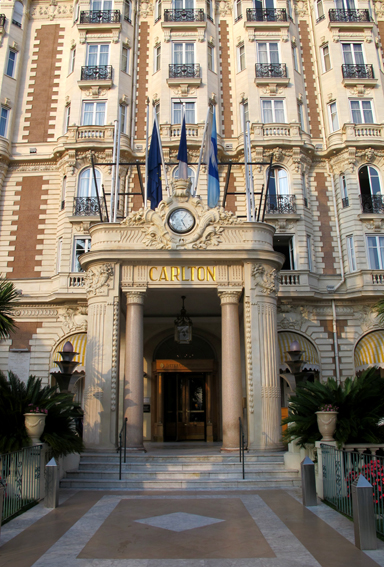
Porche del hotel.

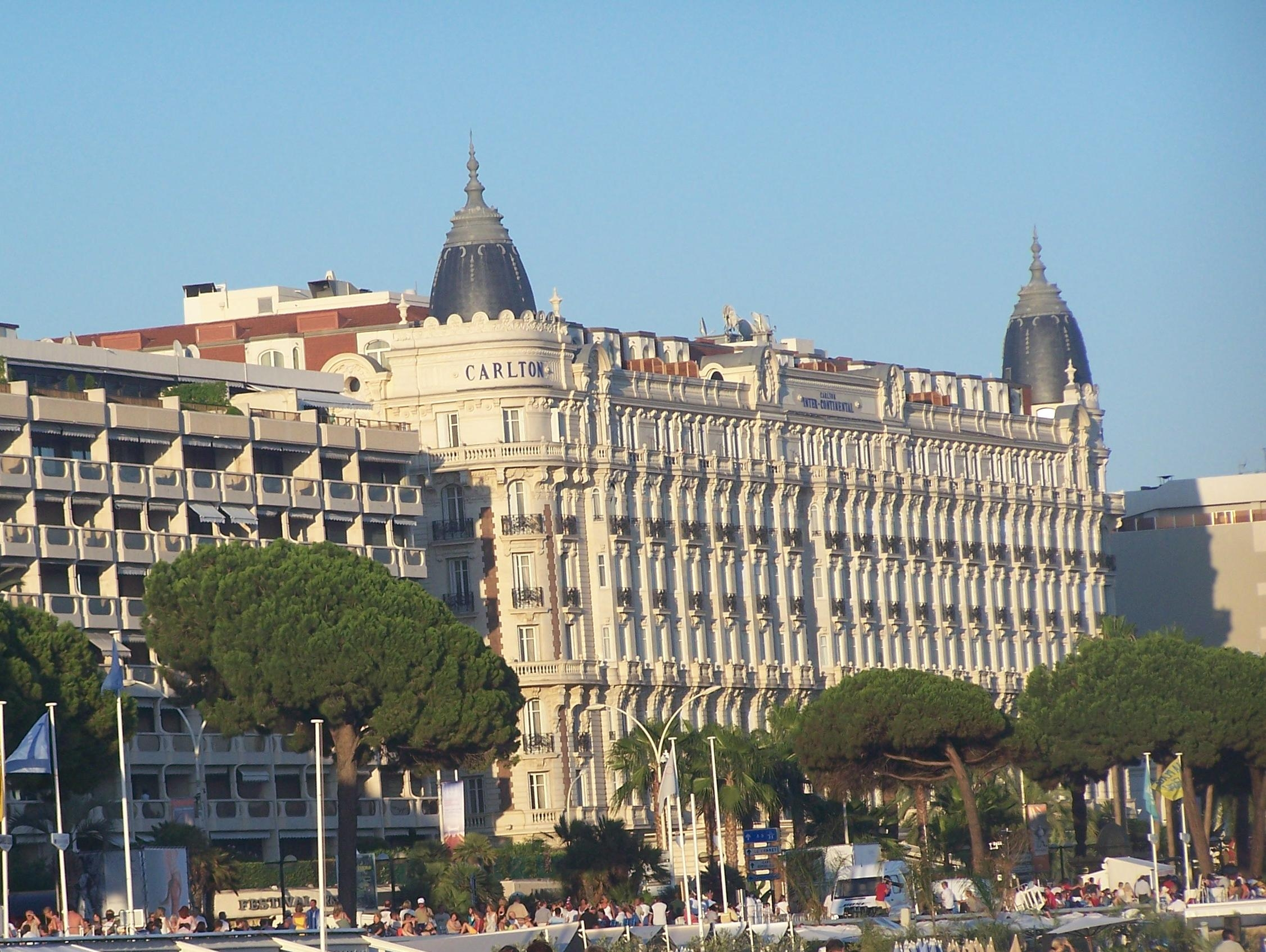
El Hôtel Carlton visto desde la playa.

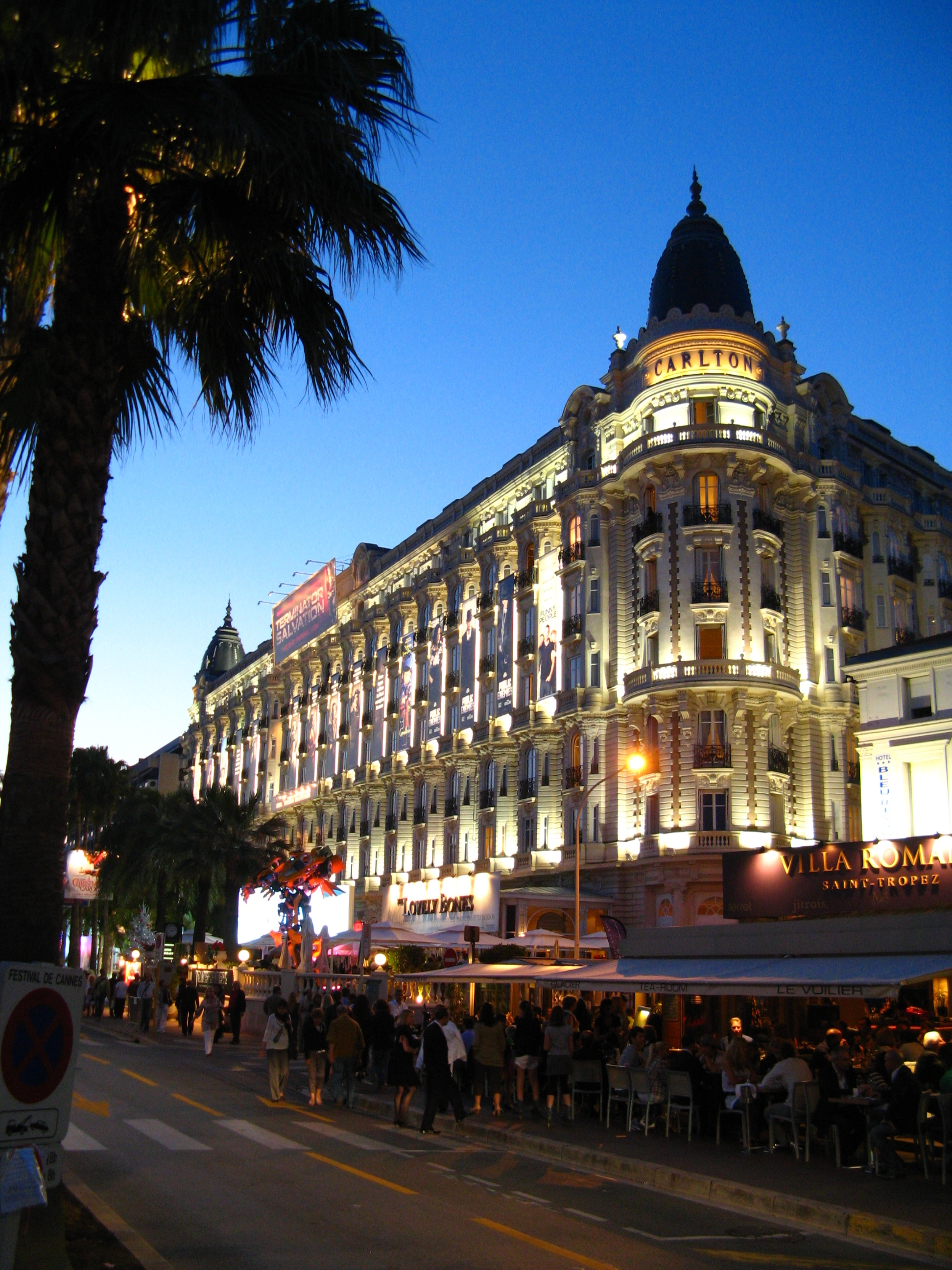
El Hôtel Carlton durante el Festival de Cannes de 2009.

El Hôtel InterContinental Carlton Cannes es un hotel de lujo construido en 1911 a orillas del mar Mediterráneo en la Promenade de la Croisette de Cannes, Francia. Ha sido declarado monument historique.

## Historia
Este hotel fue construido para Henry Ruhl por los arquitectos Charles Dalmas, de Niza, y Marcellin Mayère, de Cannes, entre 1909 y 1913. Con 343 habitaciones, incluidas 39 suites, su fachada está revestida con falsa piedra de dos tonos. La decoración fue moldeada en cemento. El hotel fue transformado parcialmente en hospital durante la Primera Guerra Mundial, mientras que durante la Segunda Guerra Mundial continuó funcionando como hotel. Está relacionado con el mundo del cine desde la creación del Festival de Cannes en 1946.
El 12 de abril de 2011, el banco de inversiones Morgan Stanley vendió su cartera de siete hoteles, incluido el Carlton Cannes, a la sociedad Mansion Services Limited, propiedad de un empresario del Líbano, Toufik Aboukhater, residente en Mónaco. Gestionado por la cadena InterContinental, el hotel es propiedad del grupo catarí Katara Hospitality desde 2014.
En julio de 2013, durante la exposición Extraordinary Diamonds de la casa Leviev, un individuo armado se apoderó de un maletín que contenía joyas y diamantes; según una primera estimación la pérdida ascendería a 40 millones de euros, pero finalmente el botín se estimó en 102 millones.

## Situación
El Carlton está situado en el centro de Cannes en la Promenade de la Croisette, a 25 km del Aeropuerto Internacional de Niza por la route du bord de mer, a 1 km de la Estación de Cannes y a 1 km del Palacio de Festivales de Cannes. El Carlton se sitúa a 8 km de Antibes, a 30 km de Saint-Paul-de-Vence, a 50 km de Mónaco y a 50 km de Saint-Tropez.

## Características
- El hotel tiene cinco estrellas desde el 3 de agosto de 2009.[4]
- Cuenta con 280 trabajadores al año y más de 530 en temporada.
- 343 habitaciones incluidas 39 suites y 7 suites panorámicas de entre 200 y 400 m² en la séptima planta, con balcón y vistas del Mediterráneo en su mayor parte.
- Diez salones para organizar conferencias, recepciones, cócteles y noches de gala, entre ellos el Grand Salon, declarado monument historique
- Una terraza con vistas del Mediterráneo.
- Dos restaurantes: el Carlton Restaurant y el Restaurant de la Plage
- Servicios como agencia de viajes, oficina de alquiler de coches, lavandería, cambio de divisas, portero, caja fuerte, servicio de alquiler de limusinas privadas, sala de cardio, cabina de masajes y tratamientos de belleza
- Playa privada de arena en el Mediterráneo con acceso directo a la Promenade de la Croisette
- Las dos cúpulas se inspiran, según se dice, en los pechos de La Bella Otero.[5][6]

## Protección del patrimonio

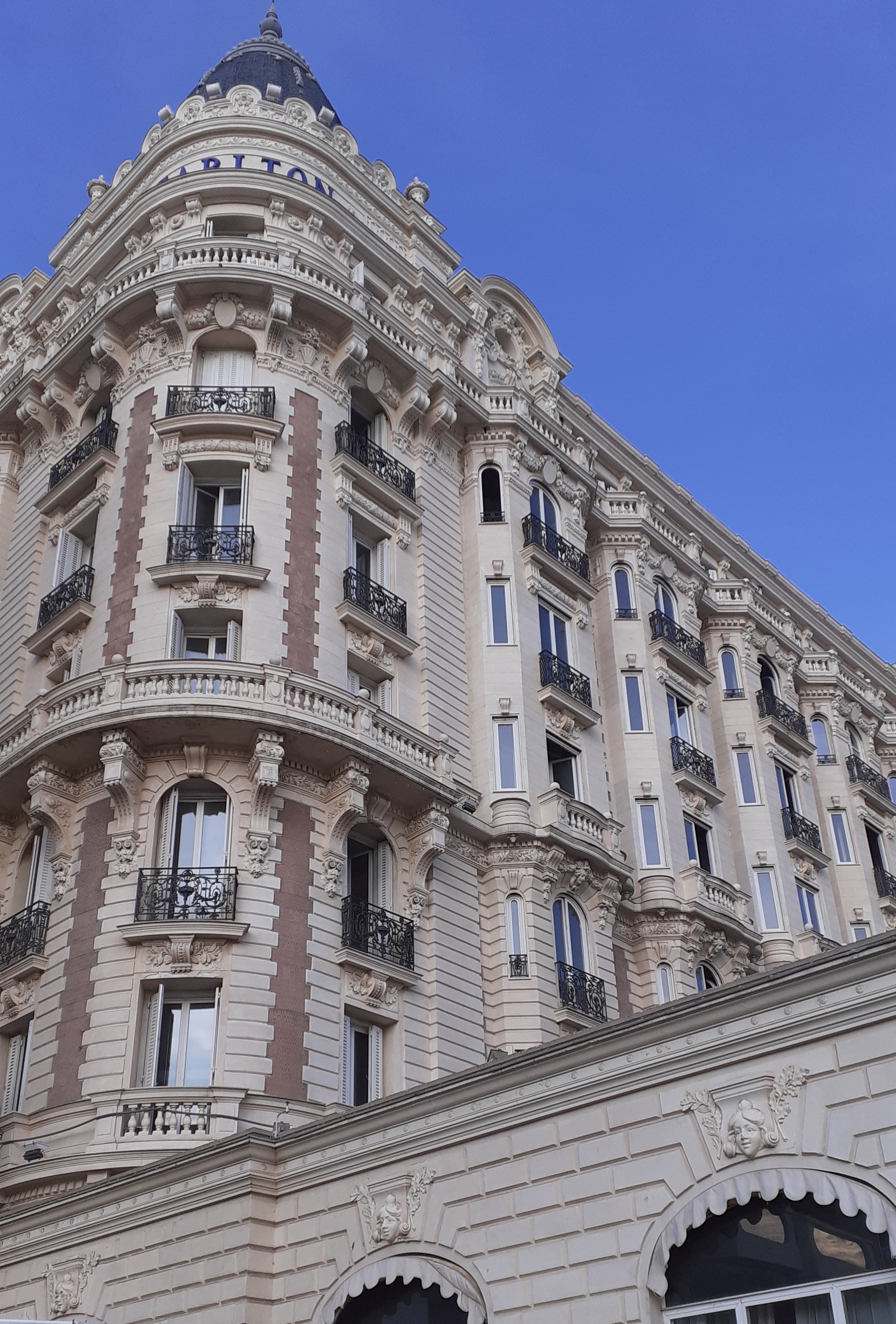
Vista de la fachada desde el bulevar de la Croisette

El hotel fue inscrito como monument historique el 10 de octubre de 1984 y en el inventario general del patrimonio cultural francés en el marco de la catalogación del patrimoine balnéaire de Cannes. El edificio recibió la etiqueta «Patrimoine du XXe siècle» en aplicación de la circular del 1 de marzo de 2001.

## Situación económica
Debido a la crisis económica de 2008, el hotel perdió dos tercios de su valor desde su compra por el banco de inversión Morgan Stanley, en 2007, por 4200 millones de euros, que es la pérdida más grande jamás registrada por un fondo de inversión especializado en el sector inmobiliario.
El hotel ha abandonado su proyecto de extensión de las dos alas, que le hubiera permitido, al ganar ochenta habitaciones, convertirse en el hotel más grande de la Costa Azul. Esta ampliación hubiera incluido un spa de 1000 m², un centro de congresos y una piscina.
El martes 12 de abril de 2011, el banco de inversiones Morgan Stanley vendió su cartera de siete hoteles, que incluía los hoteles de Cannes, Ámsterdam, Budapest, Roma, Fráncfort, Madrid y Viena, a la sociedad Mansion Services Limited, propiedad de un empresario del Líbano, Toufik Aboukhater, residente en Mónaco. Los hoteles fueron vendidos con el contrato de administración incluido. InterContinental continuará por tanto gestionando, dirigiendo y comercializando sus hoteles.

## Cultura popular
Películas
- To Catch a Thief (1954) de Alfred Hitchcock con Cary Grant y Grace Kelly
- La Bonne Année (1973) de Claude Lelouch con Françoise Fabian y Lino Ventura
- Quatre étoiles (2005) de Christian Vincent con Isabelle Carré, José Garcia y François Cluzet
- El secreto de Anthony Zimmer (2005) de Jérôme Salle con Sophie Marceau e Yvan Attal
- Le Siffleur (2010) de Philippe Lefebvre con François Berléand, Thierry Lhermitte y Virginie Efira

Música
- I'm Still Standing (1982) de Russell Mulcahy, interpretada por Elton John